# Pseudopyrochroa fainanensis
Pseudopyrochroa fainanensis is een keversoort uit de familie vuurkevers (Pyrochroidae). De wetenschappelijke naam van de soort is voor het eerst geldig gepubliceerd in 1911 door Pic.